# خافقات بحرية دولية

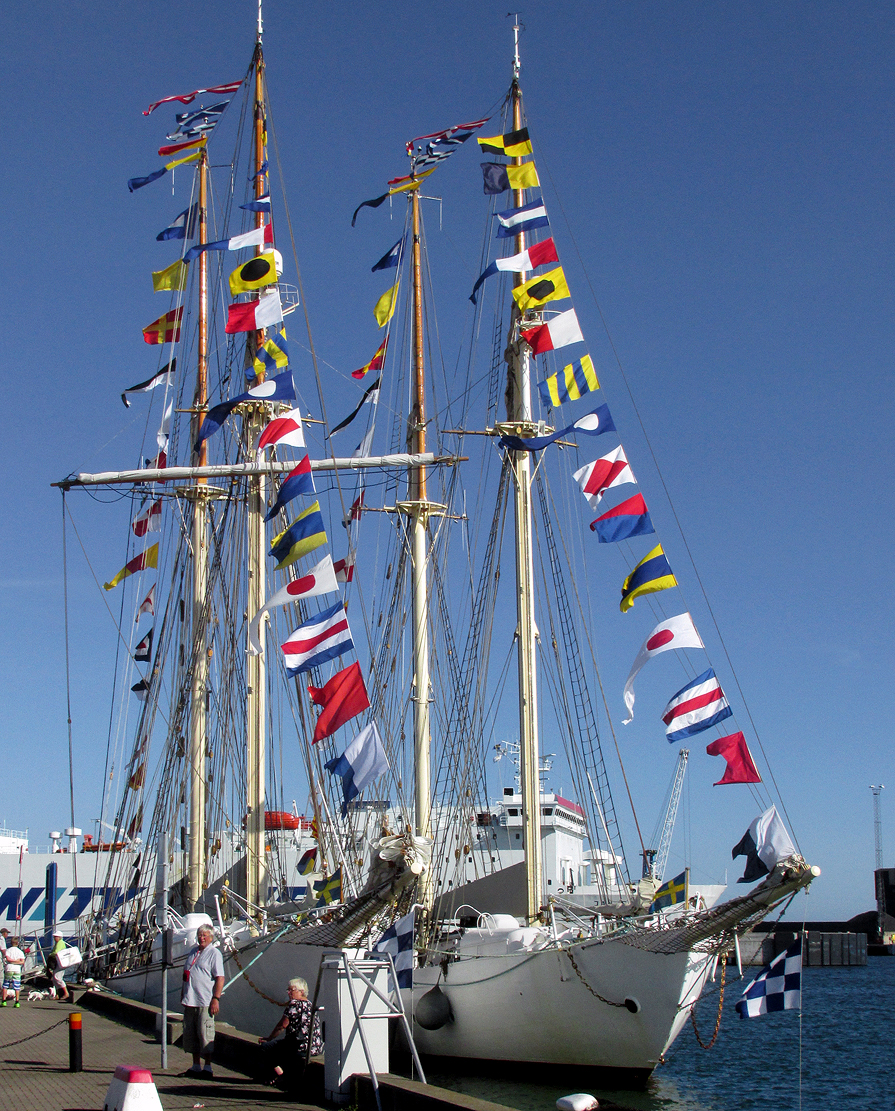
سفينتان شراعيتان مزينتان بالكامل بخافقاتها الخاصة

الخافقات البحرية الدولية أو رايات الإشارة البحرية الدولية هي خافقات (رايات الإشارة) متنوعة تُستخدم للتواصل مع السفن. النظام الرئيسي للرايات والرموز المرتبطة به هو المدونة الدولية للإشارات [الإنجليزية]. تمتلك القوات البحرية المختلفة أنظمة رايات تحتوي على رايات ورموز إضافية، وتستخدم رايات أخرى في استخدامات خاصة، أو لها أهمية تاريخية.